# Ken Wagstaff
Kenneth Wagstaff, plus connu sous le nom de Ken Wagstaff (né le 24 novembre 1942 à Langwith dans le Nottinghamshire), est un footballeur anglais qui évoluait au poste d'attaquant.

## Biographie
Ken Wagstaff joue en faveur des équipes de Mansfield Town puis de Hull City.

## Palmarès
Hull City
- Championnat d'Angleterre de troisième division (1) :
  - Champion : 1965-66.
  - Meilleur buteur : 1964-65 (35 buts).